# Алегорія кохання з полюванням на чоловіків

Алегорія кохання з полюванням на чоловіків — картина зі сценами полювання на чоловіків, котру виконав 1515 року невідомий художник, мешканець міста Антверпена, що працював у Франкфурті.

## Передісторія

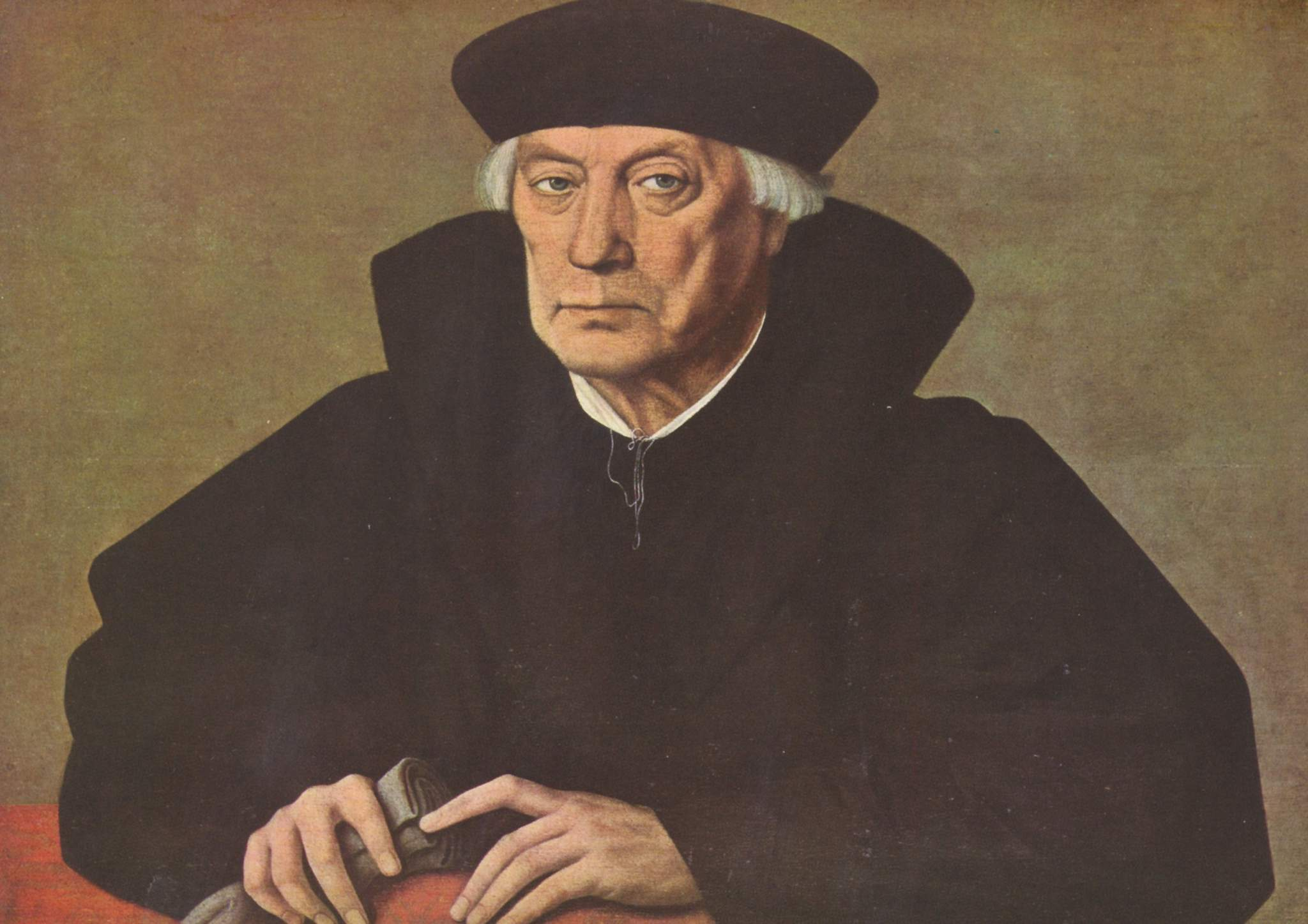
Ян Корнеліс Вермеєн. «Меркуріо Арборіо да Каттінара», кардинал і перший міністр імператора Карла V, бл. 1530 р., Королівські музеї витончених мистецтв (Брюссель)

Найбільших успіхів у подоланні середньовічних настанов у живопису в мистецтві 15 століття досягли Італія та Нідерланди. Італійські майстри, що ретельно вивчали творчий спадок Чімабуе і Джотто, не тільки порівнялись з ними у творчих пошуках, а і у власних здобутках. Італійські майстри жадібно вдивлялись і в твори північних митців, що мали інші художні витоки і художні традиції. Флорентійці збігалися дивитися на вівтарні картини нідерландських майстрів, а венеційці прискипливо вивчали картини німця Альбрехта Дюрера. Наслідками були значущі досягнення майже у всіх тогочасних жанрах живопису, окрім портретів. 
Не менш значущими у портретному жанрі виявились нідерландські художники, здатні дати в портретному жанрі величні, значущі, героїчні, психологічно насичені образи. При цьому образи портретованих не були схильні ідеалізувати і залишали всі зморшки, горбаті носи, риси пихи, хвороби, невиправданої суворості чи жорстокості.
Мав місце і зворотній вплив. Завдяки італійцям, збільшились суто світські жанри і теми у нідерландському живопису. Окрім портрета, в нідерландському живопису закріпилися алегорія і побутовий жанр, що мали місцеві, реалістичні чи фольклорні,  риси. Серед тих, хто створював алегоричні і побутові картини, був і майстер з Франкфурта, за попередніми даними фламандець з Антверпена, ім'я котрого ніхто не попіклувався зберегти...

## Опис твору

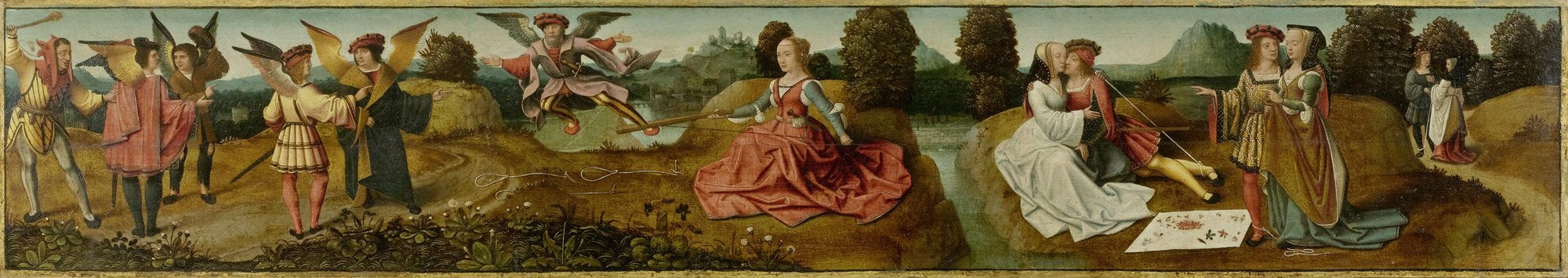
«Алегорія кохання з полюванням на чоловіків»

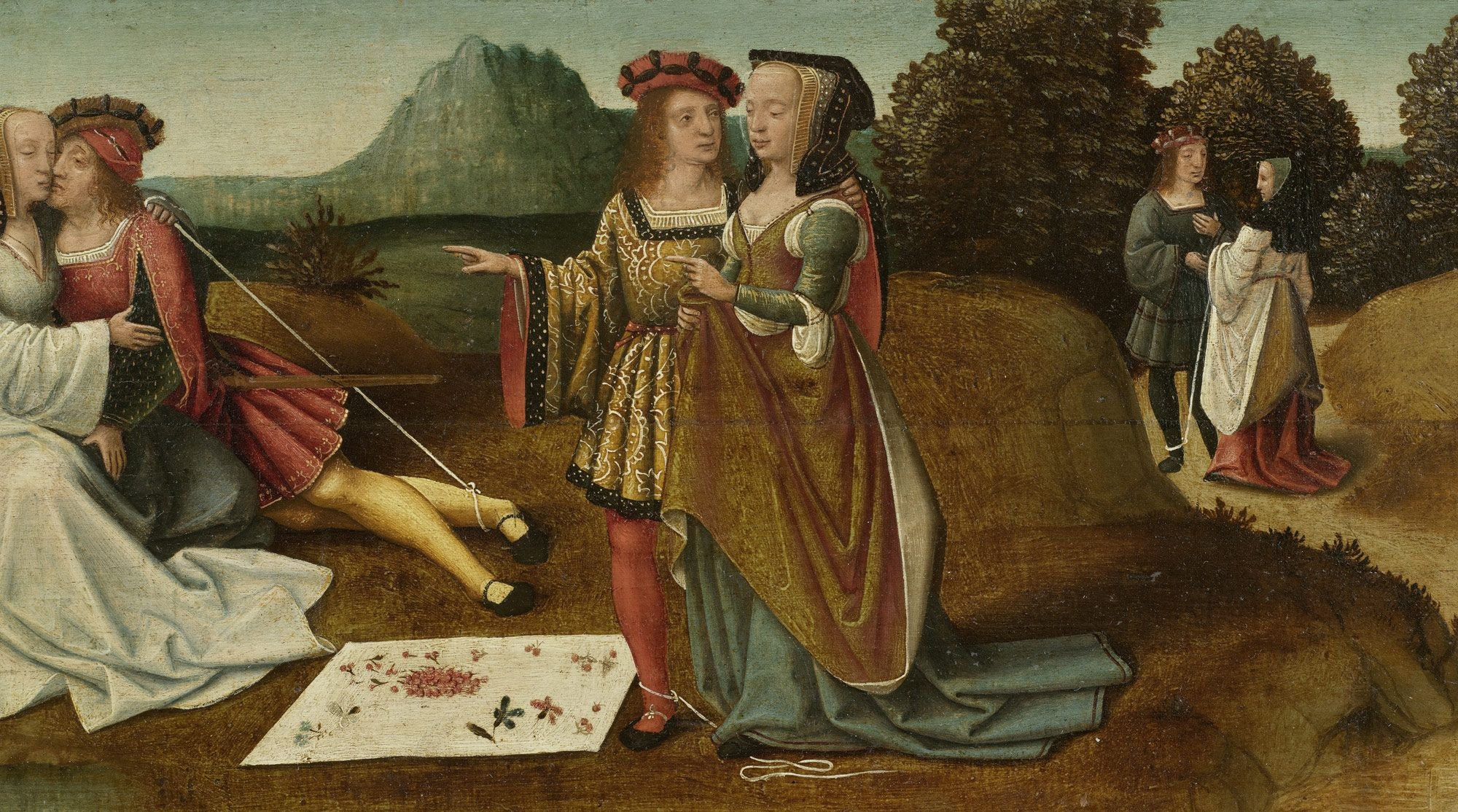

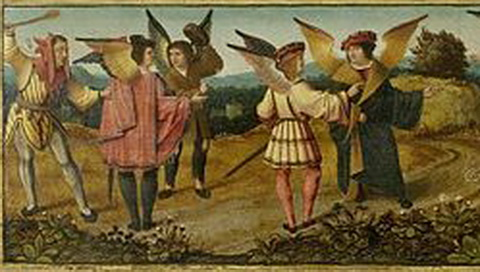

Сцени кохання набули поширення ще з доби середньовіччя. Їх особливо плекала куртуазна культура пізнього лицарства, що навіть організовувала двобої між таборами дам і лицарів, котрі воювали, кидаючи у протилежний табір квіти. Перемогу святкували весело обидва табори. Сцени боїв квітами перейшли у літературу і у декоративно-ужиткове мистецтво. В Україні (далекій від центрів лицарства) навіть знайдений уламок гребінця зі сценою закидання квітами фортеці, котру боронять веселі дами.
В реальності — залишалась проблема зустрічі чоловіків і жінок для створення родин. Іронічно це відбилося у сценах полювання на чоловіків. Саме цю сцену і розробив майстер з Франкфурта.
На видовженій дошці подано три дещо відокремлені групи. Праворуч подано сцену насолод коханням з вже упольованими чоловіками. Незважаючи на поцілунки і пестощі, панянки міцно утримують мотузки у руках, котрими уполювали коханців.
Ця сцена відокремлена від центральної рівчаком з водою. За рівчаком у центрі пані в розкішному одязі якраз уполювала чергового чоловіка, готового відлетіти геть.
Ліворуч подана група чоловіків з крилами, котрих жене у жіночі тенета розумник-блазень. Крила у чоловіків — натяк на їх мінливість і схильність до незалежності у стосунках...
Надзвичайно видовжену форму картини пояснюють її весільним і веселим характером і тим, що вона могла прикрашати весільну скриню вдалої нареченої, що вполювала чоловіка.